# 24 (tecknad serie)
24 är en tecknad serie baserad på TV-serien 24. Serieversionen kom 2004 från IDW Publishing och författades av J. C. Vaughn och Mark L. Haynes. Förutom fyra olika separata utgåvor gavs senare en samlingsversion ut under titeln 24: Omnibus. Där publicerades prequelen 24: Nightfall.

## Utgivning
- 24: One Shot, IDW Publishing, juli 2004
- 24: Stories, IDW Publishing, februari 2005
- 24: Midnight Sun, IDW Publishing, juli 2005
- 24: Cold Warriors
- 24: Omnibus, IDW Publishing (samling med ovanstående)